# Bataan (film)
Bataan is een Amerikaanse oorlogsfilm uit 1943 onder regie van Tay Garnett. Destijds werd de film in Nederland uitgebracht onder de titel De helden van Bataan.

## Verhaal
Wanneer Japanse troepen tijdens de oorlog de Filipijnen binnenvallen, trekt het Amerikaanse leger zich in de provincie Bataan terug. Ze blijven er het gebied verdedigen in de hoop dat er spoedig versterking arriveert. Dertien soldaten onder het commando van sergeant Bill Dane zijn belast met de bewaking van een strategisch belangrijke brug. Zij moeten de opmars van de Japanners stuiten.

## Rolverdeling
| Acteur          | Personage               |
| --------------- | ----------------------- |
| Robert Taylor   | Sergeant Bill Dane      |
| George Murphy   | Luitenant Steve Bentley |
| Thomas Mitchell | Korporaal Jake Feingold |
| Lloyd Nolan     | Korporaal Barney Todd   |
| Lee Bowman      | Kapitein Henry Lassiter |
| Robert Walker   | Leonard Purckett        |
| Desi Arnaz      | Felix Ramirez           |
| Barry Nelson    | F.X. Matowski           |
| Phillip Terry   | Matthew Hardy           |
| Roque Espiritu  | Korporaal Juan Katigbak |
| Kenneth Spencer | Wesley Eeps             |
| Alex Havier     | Yankee Salazar          |
| Tom Dugan       | Sam Malloy              |
| Donald Curtis   | Luitenant               |